# Hertigdömet Milano

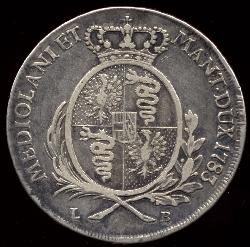
Dukat från hertigdömet Milano, präglat 1783.

Hertigdömet Milano var en stat och även delstat i det Tysk-romerska riket. Landet låg i norra Italien. Delstaten bildades 1395, då det omfattade 26 städer och landsbygden omkring, i mitten av Poslätten öster om kullarna i Monferrato. Under stora delen av delstatens existens var staten inklämd mellan Savojen i väster, Venedig i öster, Schweiz i norr och skild från Medelhavet genom Republiken Genua i söder. Hertigdömet förflyttades år 1714 från Spanien till Österrike vid Freden i Baden efter Spanska tronföljdskriget. Hertigdömet var i österrikisk ägo till 1796 då en fransk armé under Napoleon Bonaparte erövrade området, och hertigdömet upphörde existera. Ett år senare, efter Freden i Campo Formio, överlät Österrike hertigdömet till den nya Cisalpinska republiken.
Efter Wienkongressen 1815 restaurerades många stater som Napoleon erövrat, men inte Hertigdömet Milano. Istället blev det en del av Kungariket Lombardiet-Venetien som styrdes av Österrikes kejsare. År 1859 överläts Lombardiet-Venetien till Kungariket Sardinien som senare 1861 skulle bilda Kungariket Italien.

## Historia
Huset Visconti hade härskat över Milano sedan 1277 då Ottone Visconti besegrade Napoleone della Torre. Hertigdömet Milano blev en del av Tysk-romerska riket den 1 maj 1395, då Gian Galeazzo Visconti som var herre över Milano köpte ett diplom för 100 000 floriner av Kung Wencel IV. Det var detta diplom som gjorde Visconti till Hertig av Milano och Greve av Pavia. Vid grundandet av hertigdömet fanns det 26 städer som sträckte sig från kullarna i Monferrato till lagunerna i Venedig, och omfattade alla de tidigare städerna i Lombardiska statsförbundet. Hertigdömet var en av de fem stora staterna på den apenninska halvön under 1400-talet.
När den sista hertigen av huset Visconti, Filippo Maria Visconti dog 1447 bildades den kortlivade Republiken Ambrosien, men hertigdömet restaurerades redan 1450 då Francesco I Sforza gift sig med Filippo Marias, oäkta dotter Bianca Maria. Han tog Milano och förklarade sig hertig, trots att hertigen av Orléans hade arvsrätt till hertigdömet.

### Det franska styret (från 1499)

Hertigdömets gränser 1494.

År 1498 blev hertigen av Orléans kung av Frankrike, Ludvig XII, och han försökte återuppta sina fars anspråk på Milano. Han invaderade delstaten 1499 och störtade Ludovico Sforza. Fransmännen styrde hertigdömet till 1512 då de avhystes av Schweiz, som satte Ludovicos son Massimiliano på tronen. Massimilianos regeringstid varade inte särskilt länge då fransmännen, nu under Frans I invaderade området igen 1515 och behöll kontroll över området vid Slaget vid Marignano. Fransmännen tog Massimiliano som sin fånge, men blev återigen utdrivna 1521, denna gång av österrikarna som satte Massimilianos yngre bror Francesco II Sforza på tronen. Efter det franska nederlaget i Pavia 1525 som gjorde att den tyska-romerska kejsaren Karl V dominerade i Italien. Francesco anslöt sig till Förbundet i Cognac mot Karl V tillsammans med staterna Venedig, Florens, Kyrkostaten och Frankrike. Det ledde till att han blev utdriven ur Milano av kejserliga styrkor, men lyckas behålla andra städer i hertigdömet, och kom tillbaka till Milano efter Freden i Cambrai år 1529.
År 1535 dog Francesco utan arvingar och frågan om successionen uppstod igen, och både kejsaren och kungen av Frankrike hävdade att de hade rätten till hertigdömet. Hertigdömet Parma bildades 1545 av Hertigdömet Milano söder om floden Po, som förläning för Paulus III oäkta son Pierluigi Farnese vid staden Parma.
Kejsaren erhöll hela hertigdömet och gav det sedan till sin son Filip II av Spanien. Innehavet av hertigdömet erkändes slutligen av Frankrike i Freden i Cateau Cambrésis år 1559.

### Det spanska och österrikiska styret (1559–1714), (1714–1796)
Hertigdömet Milano blev kvar i spansk ägo till Spanska tronföljdskriget (1701-1714), då österrikarna invaderade hertigdömet. Vid Freden i Baden år 1714 tog österrikarna över styret i Milano. Hertigdömet sammanslogs med Hertigdömet Mantua och bildade då det Österrikiska Lombardiet. 
Vid Freden i Wien 1735 och Föredraget i Worms 1743 tillföll delar av hertigdömet Kungariket Sardinien.

### Cisalpinska republiken
Hertigdömet var kvar i österrikisk ägo fram till 1796, då det invaderades av den franska armén under Napoleon Bonaparte. Hertigdömet avträddes till Frankrike, från Österrike i Freden i Campo Formio 1797, och bildade den centrala delen av den nya Cisalpinska republiken. Milano blev huvudstaden i republiken. Efter Napoleons nederlag år 1814 fattades beslutet på Wienkongressen att Hertigdömet Milano inte skulle återställas som hertigdöme. Hertigdömet blev istället en del av Kungariket Lombardiet-Venetien, ett kronland till det österrikiska väldet med Österrikes kejsare som kung. Lombardiet-Venetien upplöstes helt 1866 då det annekterades till Kungariket Italien.

## Regenter i Milano
- Gian Galeazzo Visconti 1395-1402
- Giovanni Maria Visconti 1402-1412
- Filippo Maria Visconti 1412-1447

Republiken Ambrosien 1447-1450
- Francesco I Sforza 1450-1466
- Galeazzo Maria Sforza 1466-1476
- Gian Galeazzo Sforza 1476-1494
- Ludovico Sforza 1494-1499
- Ludvig XII av Frankrike 1499-1512
- Massimiliano Sforza 1512-1515
- Frans I av Frankrike 1515-1521
- Francesco II Sforza 1521-1524
- Frans I av Frankrike 1524-1525
- Francesco II Sforza 1525-1535
- Filip II av Spanien 1540-1598
- Filip III av Spanien 1598-1621
- Filip VI av Spanien 1621-1665
- Karl II av Spanien 1665-1700
- Filip V av Spanien 1700-1706
- Karl VI 1707-1740
- Maria Teresia av Österrike 1740-1780
- Josef II 1780-1790
- Leopold II 1790-1792
- Frans II 1792-1796